# Midgee binnaburra
Midgee binnaburra là một loài nhện trong họ Toxopidae.
Loài này thuộc chi Midgee. Midgee binnaburra được Hugh Davies miêu tả năm 1995.